# Joel Best
Joel Best (Lincoln, Nebraska, 21 de agosto de 1946-) é um autor e sociólogo estadunidense. Atualmente é também professor de sociologia e justiça criminal na Universidade de Delaware. 

## Trabalhos notáveis
- Joel Best, Threatened Children (1990); University of Chicago Press
- Joel Best, (ed.) Images of Issues (2/e--1995); Aldine de Gruyter
- Joel Best, Controlling Vice (1998); Ohio State University Press
- Joel Best, Random Violence (1999); University of California Press
- Joel Best, Damned Lies and Statistics (2001); University of California Press
- Joel Best, (ed.) How Claims Spread (2001); Aldine de Gruyter
- Joel Best, Deviance: Career of a Concept (2004); Wadsworth
- Joel Best, More Damned Lies and Statistics (2004); University of California Press.
- Joel Best, Flavor of the Month: Why Smart People Fall for Fads (2006); University of California Press.
- Joel Best, Stat-Spotting: A Field Guide to Identifying Dubious Data (2008); University of California Press
- Joel Best, Everyone's a Winner: Life in Our Congratulatory Culture (2011); University of California Press
- Joel Best, The Stupidity Epidemic: Worrying about Students, Schools, and America's Future (2011); Routledge